# Saurauia euryolepis
Saurauia euryolepis är en tvåhjärtbladig växtart som beskrevs av De Vriese. Saurauia euryolepis ingår i släktet Saurauia och familjen Actinidiaceae. Inga underarter finns listade i Catalogue of Life.